# ربده
ربده (به عربی: ربدة) یک روستا در سوریه است که در ناحیه حمرا واقع شده‌است. ربده ۶۴۲ نفر جمعیت دارد.